# Heinz-Gerhard Justenhoven
Heinz-Gerhard Justenhoven (* 1958 in Köln) ist ein deutscher katholischer Theologe, der auf dem Gebiet der Friedensforschung tätig ist.

## Leben
Heinz-Gerhard Justenhoven studierte katholische Theologie und Philosophie an der Philosophisch-Theologischen Hochschule Sankt Georgen in Frankfurt am Main sowie an der katholischen Marquette University in Milwaukee, USA. 1990 promovierte er zum Dr. theol. an der Philosophisch-Theologischen Hochschule St. Georgen mit einer Untersuchung über die Friedensethik des Francisco de Vitoria. Seit Oktober 1995 ist er Direktor des Instituts für Theologie und Frieden (ithf) des Deutschen Militärordinariates in Hamburg. Darüber hinaus hat er seit 2010 den Stiftungsvorstand von dessen Förderstiftung, der Katholischen Friedensstiftung in Hamburg inne.
Im Februar 2006 wurde Justenhoven an der Theologischen Fakultät der Universität Freiburg  mit einer Arbeit über „Internationale Schiedsgerichtsbarkeit zwischen ethischer Norm und Rechtswirklichkeit“ habilitiert. 2010 wird er dort zum außerplanmäßigen Professor berufen. Im Jahr 2006 war er Gastdozent an der Catholic Theological Union in Chicago/USA sowie 2009 am Hekima College, Catholic University of Eastern Africa in Nairobi/Kenia.

## Mitgliedschaften
- Deutsche Kommission „Justitia et Pax“ der deutschen Bischofskonferenz und des Zentralkomitees der deutschen Katholiken
- Arbeitsgruppe „Politische und gesellschaftliche Grundfragen“ des Zentralkomitees der deutschen Katholiken
- Beirat der Bundesakademie für Sicherheitspolitik (bis 2003)
- Beirat Deutsche Stiftung Friedensforschung, Osnabrück (bis 2004)

## Publikationen (Auswahl)
- Francisco de Vitoria zu Krieg und Frieden (= Theologie und Frieden 5). Köln 1991, ISBN 3-17-013248-2 (Dissertation).
- Selbstbestimmungsrecht contra Nichteinmischung. Der Konflikt im Kosovo und die Grenzen der UN-Ordnung, in: Die Neue Ordnung 2, 1999, S. 135–149.
- Ultima ratio. Muss der neue Terrorismus militärisch bekämpft werden? In: Herder Korrespondenz 56, 3, 2002, S. 129–133
- Internationale Schiedsgerichtsbarkeit. Ethische Norm und Rechtswirklichkeit (= Theologie und Frieden 30). Kohlhammer, Stuttgart 2006, ISBN 3-17-019529-8 (Habilitationsschrift).
- Individuelle und kollektive Versöhnung. Ein Beitrag zur Unterscheidung scheinbar gleicher Vorgänge, in: Die neue Ordnung 2 (2008) S. 84–93.
- Kampf um die Ukraine – Ringen um Selbstbestimmung und geopolitische Interessen (=  Studien zur Friedensethik 57). Nomos, Baden-Baden 2017.

Herausgeber
- Peace Through Law – Reflections on Pacem Terris from Philosophy, Law, Theology and Political Science, hrsg. mit Mary Ellen O’Connell, Reihe Studien zur Friedensethik Band 50, Nomos/Aschendorff 2016, ISBN 978-3-8487-1896-2.
- Frankreich, Deutschland und die EU in Mali – Chancen, Risiken, Herausforderungen, hrsg. mit Stefan Brüne und Hans-Georg Erhart, Reihe Studien zur Friedensethik Band 52, Nomos/Aschendorff 2015 ISBN 978-3-8487-1895-5.
- From Just War to Modern Peace Ethics, hrsg. mit William A. Barbieri, Jr., De Gruyter 2012, ISBN 978-3-11-029177-3.
- Das internationale Engagement in Afghanistan in der Sackgasse? Eine politisch-ethische Auseinandersetzung, hrsg. mit Ebrahim Afsah, Nomos 2011, ISBN 3-8329-6689-7.
- Intervention im Kongo Eine kritische Analyse der Befriedungspolitik von UN und EU, hrsg. mit Hans-Georg Ehrhart (Beiträge zur Friedensethik 42) Stuttgart 2008, ISBN 3-17-020781-4.
- Der Streit um die iranische Atompolitik. Völkerrechtliche, politische und friedensethische Reflexionen, hrsg. mit Gerhard Beestermöller, Beiträge zur Friedensethik 40, Stuttgart 2006, ISBN 3-17-019548-4.
- Die friedensethische Debatte im deutschen Katholizismus seit dem Ende des II. Weltkrieges, in: Kirche unter Soldaten. 50 Jahre Katholische Militärseelsorge, Katholisches Militärbischofsamt (Hrsg.), Heiligenstadt 2006, S. 285–317.
- Gerechter Friede – Weltgemeinschaft in der Verantwortung. Zur Debatte um die Friedensschrift der deutschen Bischöfe, hrsg. mit Rolf Schumacher, Reihe Theologie und Frieden 25, Stuttgart 2003, ISBN 3-17-017955-1.
- Rethinking the State. Catholic Thought and Contemporary Political Theory, hrsg. mit James Turner, Münster/London 2003, ISBN 3-8258-7249-1.
- Interreligious Dialogue toward Reconciliation in Macedonia and Bosnia, hrsg. mit Paul Mojzes und Leonard Swidler, Philadelphia 2003.
- Wehrstruktur auf dem Prüfstand. Zur Debatte um die neue Bundeswehr, hrsg. mit Ludwig Jacob, Beiträge zur Friedensethik 31, Stuttgart 1998, 2. Aufl. 1999.
- Keine Zukunft für die Allgemeine Wehrpflicht?, hrsg. mit Günther Gorschenek, Hamburg 1994.
- Politische Philosophie und Rechtstheorie des Mittelalters und der Neuzeit (PPR). Texte und Untersuchungen, hrsg. m. Alexander Fidora, Matthias Lutz-Bachmann und Andreas Niederberger, frommann-holzboog, ISBN 978-3-7728-2500-2.